# Postupice

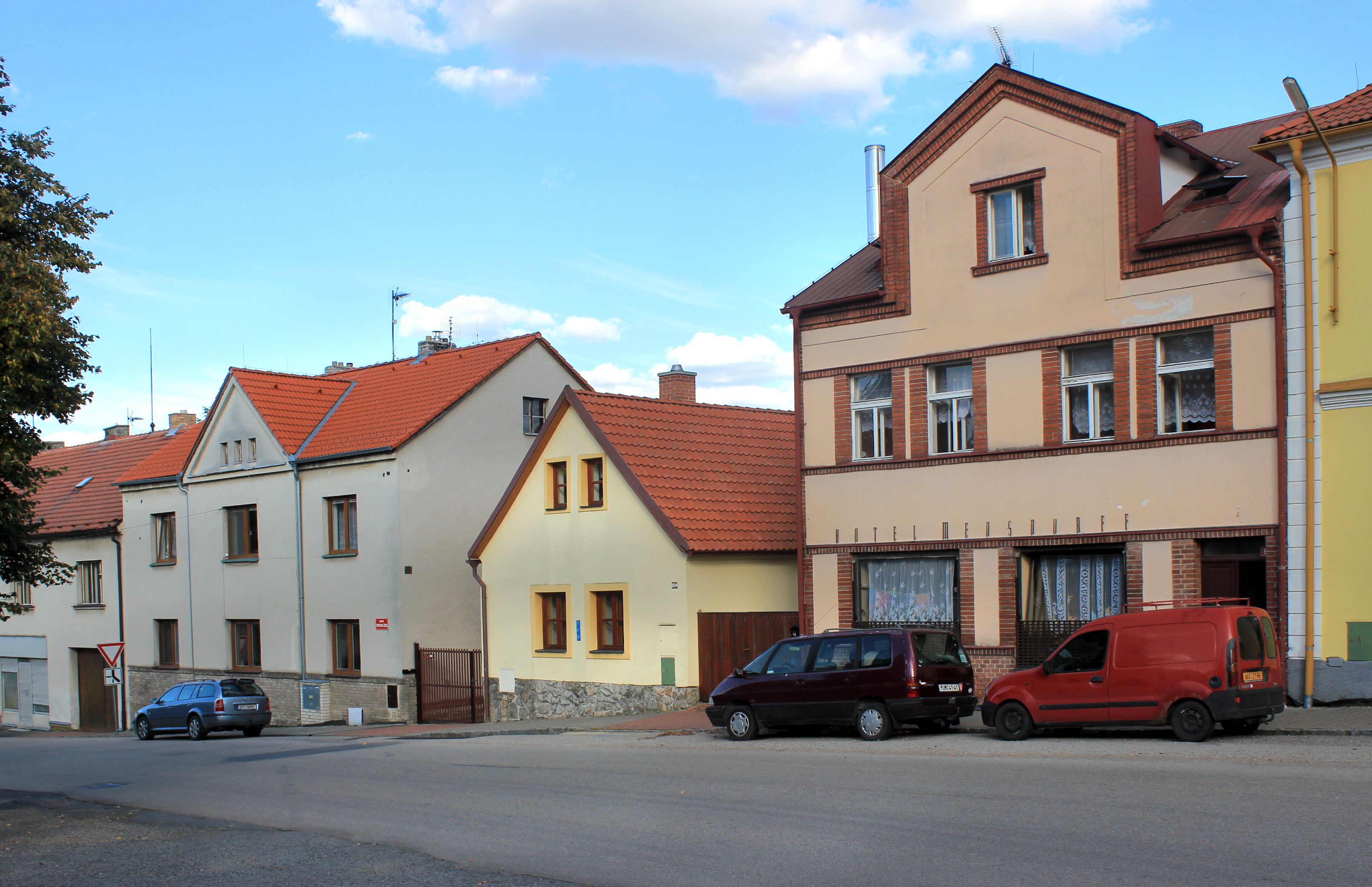
Der Hauptplatz

Postupice (deutsch Postupitz) ist eine Gemeinde in der Region Středočeský kraj in Tschechien.
Postupice befindet sich jeweils neun Kilometer nördlich der Stadt Benešov und östlich von Vlašim in einer malerischen Landschaft in der Nähe des Blaník.

## Geschichte
1205 wurde Postupice erstmals schriftlich erwähnt. In der zweiten Hälfte des 14. Jahrhunderts war es namensgebender Sitz der Herren Kostka von Postupitz, Anhänger der Hussiten. Das Dorf ging durch mehrere Hände und wurde am 20. August 1711 zur Stadt erhoben.
1717 wurde durch Franz Adam von Trauttmansdorff eine Papierfabrik gegründet. 1725 ließ das Geschlecht ein Schloss im Rokoko-Stil erbauen. 1794 gründete Graf Heinrich Franz von Rottenhan Webereien, die in den Folgejahren einen wirtschaftlichen Aufschwung mit sich brachten. 1868 wurde Postupice von Zdeniek von Sternberg gekauft, dessen Nachkommen der Ort bis 1943 gehörte. Ab Mitte des 19. Jahrhunderts gehörte die Gemeinde zum Gerichtsbezirk Beneschau.

## Sehenswürdigkeiten

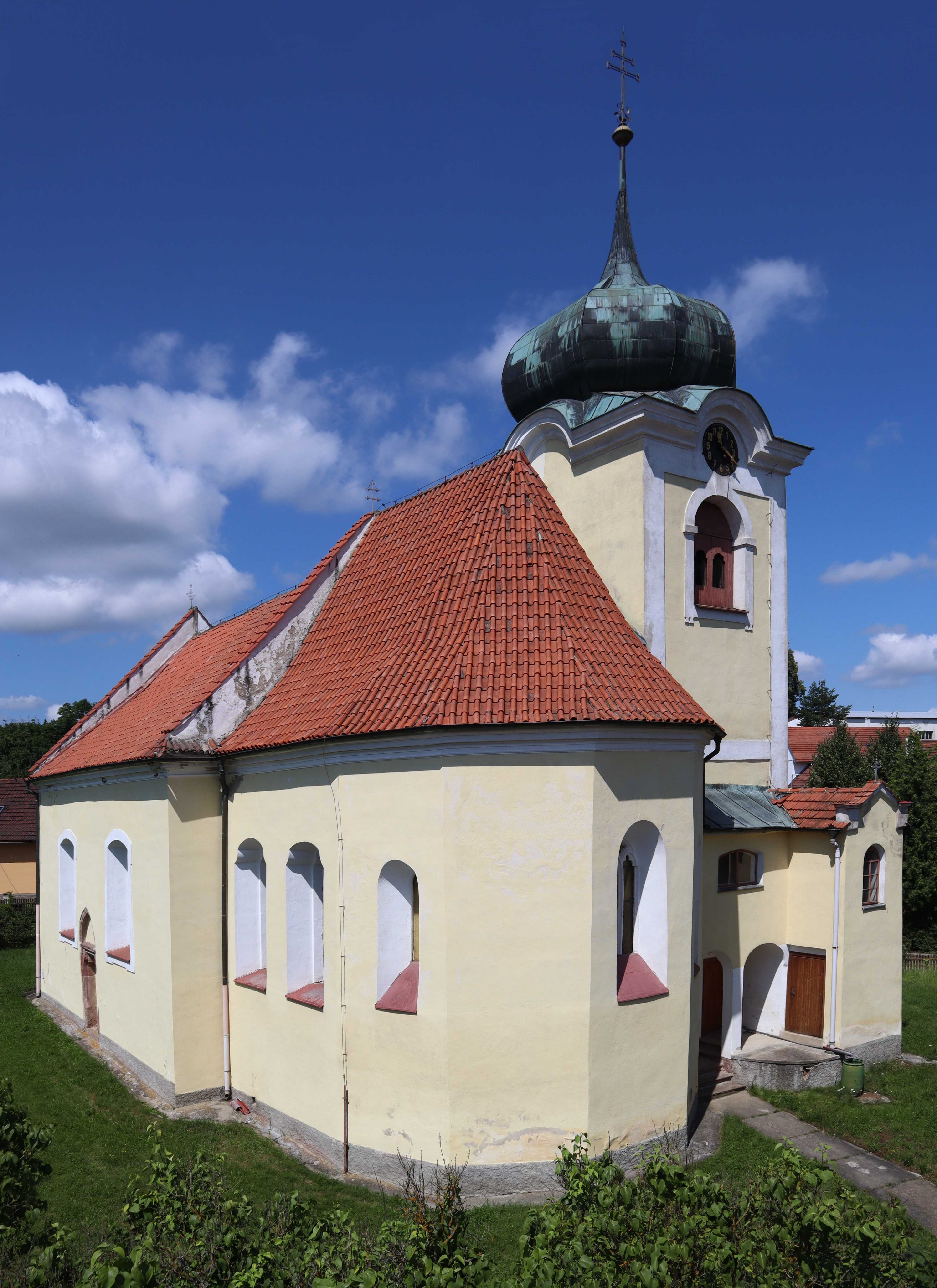
Kirche Sankt Martin

- Kirche des hl. Martin
- Kapelle
- Schloss Jemniště

## Ortsteile
- Buchov
- Dobříčkov
- Čelivo
- Holčovice
- Jemniště (deutsch Jemnischt)
- Lhota Veselka
- Lísek
- Milovanice (deutsch Milowanitz)
- Miroslav (deutsch Miroslaw)
- Mokliny
- Nová Ves
- Postupice
- Pozov
- Roubíčkova Lhota
- Sušice (deutsch Suschitz)
- Vrbětín